# Třída Capana
Třída Capana je třída tankových výsadkových lodí venezuelského námořnictva. Třídu tvoří čtyři jednotky.

## Stavba
Čtveřice lodí této třídy byla postavena jihokorejskou loděnicí Korea-Tacoma SY v Masanu. Do služby byly přijaty v letech 1983-1984.
Jednotky třídy Capana:
| Jméno             | Spuštěna | Vstup do služby   | Status  |
| ----------------- | -------- | ----------------- | ------- |
| Capana (T-61)     | 1983     | 21. června 1983   | aktivní |
| Esequibo (T-62)   | 1983     | 21. června 1983   | aktivní |
| Goajira (T-63)    |          | 1. listopadu 1984 | aktivní |
| Los Llanos (T-64) |          | 1. listopadu 1984 | aktivní |

## Konstrukce
Plavidla unesou 1800 tun nákladu. Mohou převážet až 202 vojáků. Jsou vyzbrojena jedním 40mm kanónovým kompletem DARDO a dvěma 20mm kanóny Oerlikon GAM-B01. Pohonný systém tvoří dva diesely SEMT-Pielstick 16 PA 6V o výkonu 6400 bhp, pohánějící dva lodní šrouby. Nejvyšší rychlost dosahuje 15 uzlů. Dosah je 7500 námořních mil při rychlosti 13 uzlů.

### Modernizace
U všech jednotek byl v kubánské loděnici Caribbean Drydock opraven trup a modernizován pohonný systém. Venezuelské loděnice Dianca v Puerto Cabello modernizovaly elektroniku, navigační a komunikační systémy.